# Премъдрост Соломонова
Премъдрост Соломонова е неканонична книга от Стария завет на Библията. Книгата е еврейско произведение написано на гръцки вероятно в Александрия, Египет около средата на 1 век пр.н.е. Включена е в Септуагинта и Стария завет на католическата и православната Библия, а протестантството я добавя към своя апокриф.
Основната тема на книгата е мъдростта появяваща се под два основни аспекта. По отношение на човека мъдростта е съвършенството на познанието на праведните като дар от Бог, който се показва в действие. В пряка връзка с Бог, мъдростта е с Бога от вечни времена.
Структурата на книгата може да се раздели на 3 части:
1. Книга на Есхатологията
  - увещание за справедливост
  - реч на нечестивите, контрастите на нечестивите и справедливите
  - увещание към мъдростта
2. Книга на мъдростта
  - Реч на Соломон относно мъдростта, богатството, властта и молитвата
3. Книга на историята
  - въведение, последвано от диптихи на напасти
  - отстъпление от Божията сила и милост
  - отстъпление относно фалшивото поклонение и по-нататъшни напасти
  - рекапитулация и заключителна доксология

Книгата е адресирана до владетелите на земята, призовавайки ги да обичат справедливостта и да търсят мъдрост. Нечестивите мислят, че всичко е случайност и че трябва да се радват на всеки ден, но са заблудени. Във втория раздел Соломон (не е изрично назован, но подразбиращ се) разказва за своето търсене на мъдрост.
Премъдрост Соломонова може да бъде свързана с няколко форми на древна литература, както еврейска, така и нееврейска, но ясно принадлежи към библейските книги за мъдрост като Книгата на Иова, една от само пет такива книги сред древната еврейска литература.
Не е сигурно дали книгата има един автор или произхожда от школа на писатели, но скорошните изследвания предполагат, че тя е обединена творба.